# Örsjön (Dalby socken, Värmland, 673703-135385)
Örsjön är en sjö i Torsby kommun i Värmland och ingår i Göta älvs huvudavrinningsområde. Sjön har en area på 0,605 kvadratkilometer och ligger 451,1 meter över havet. Vid provfiske har abborre, elritsa, lake och öring fångats i sjön.

## Delavrinningsområde
Örsjön ingår i det delavrinningsområde (673529-135517) som SMHI kallar för Namn saknas. Medelhöjden är 479 meter över havet och ytan är 11,07 kvadratkilometer. Det finns ett avrinningsområde uppströms, och räknas det in blir den ackumulerade arean 44,45 kvadratkilometer. Rattsjöälven som avvattnar avrinningsområdet har biflödesordning 3, vilket innebär att vattnet flödar genom totalt 3 vattendrag innan det når havet efter 449 kilometer. Avrinningsområdet består mestadels av skog (87 procent). Avrinningsområdet har 0,6 kvadratkilometer vattenytor vilket ger det en sjöprocent på 5,4 procent.